# ادمانشاگن-بارگشاگن
ادمانشاگن-بارگشاگن (به آلمانی: Admannshagen-Bargeshagen) یک شهر در آلمان است که در مکلنبورگ-فورپومرن واقع شده‌است.

## خصوصیات
ادمانشاگن-بارگشاگن ۱۵٫۶۸ کیلومترمربع مساحت دارد ۱۰ متر بالاتر از سطح دریا واقع شده‌است.